# Det Norske Teatret

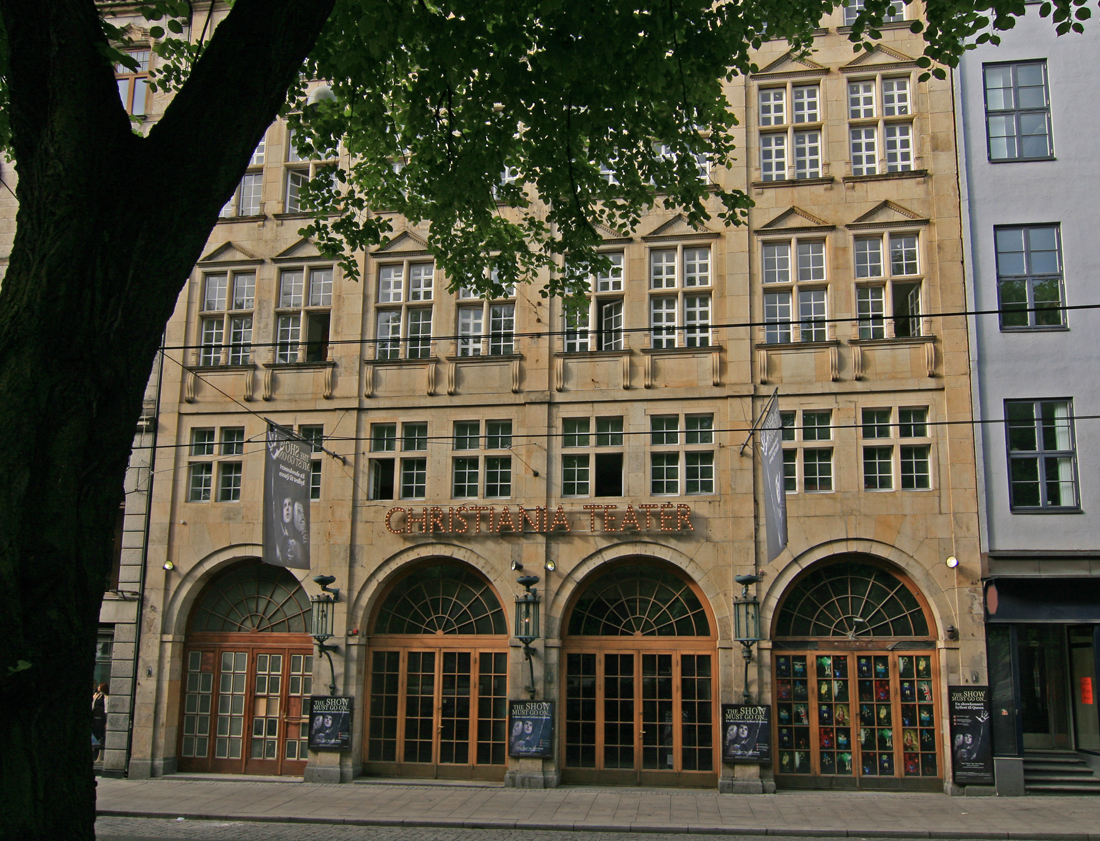
Stortingsgata 16 – theatergebouw van 1945 tot 1985

Det Norske Teatret is een theatergebouw in de Noorse hoofdstad Oslo. Er worden vooral drama’s vertoond, zowel in het Nynorsk als in Noorse dialecten.

## Geschiedenis
Het theater werd opgericht op 22 november 1912 met Hulda Garborg als eerste voorzitter. Op 6 oktober 1913 had de eerste vertoning plaats met Jeppe på Bjerget van Ludvig Holberg. Tijdens de opening was koning Haakon VII aanwezig. Een van de eerste optredens werden gekenmerkt door vechtpartijen onder jongeren met aan de ene kant de aanhangers van de Rijkstaal en aan de andere kant de aanhangers van het Nieuwnoors. Iets dergelijks gebeurde ook in 1948 tijdens een vertoning van Peer Gynt in de Nieuwnoorse vertaling.
De eerste jaren werden de theatervoorstellingen gegeven in het Bondeungdomslaget in Oslo. In 1945 verhuisde het theater naar een nieuw gebouw in Kristian IVs gate waar het theater verbleef tot 1985 en verhuisde naar de huidige locatie.
Het theater was succesvol onder muzikale leiding van Egil Monn-Iversen en bekend om zijn musicals zoals Les Misérables, Cats en Piaf, maar ook met eigen musicals geschreven door Monn-Iversen. Het theater ontving de Spellemannprisen 1979 in de "open klasse" voor het theaterstuk Så lenge skuta kan gå.
Det Norsk Teatret is het enige groot theater in Noorwegen dat in particulier bezit is met de Bondeungdomslaget in Oslo als grootste aandeelhouder. De staat biedt jaarlijks circa 100 miljoen kronen subsidies. Sinds 2011 is Erik Ulfsby de artistieke leider.